# Impossible Foods

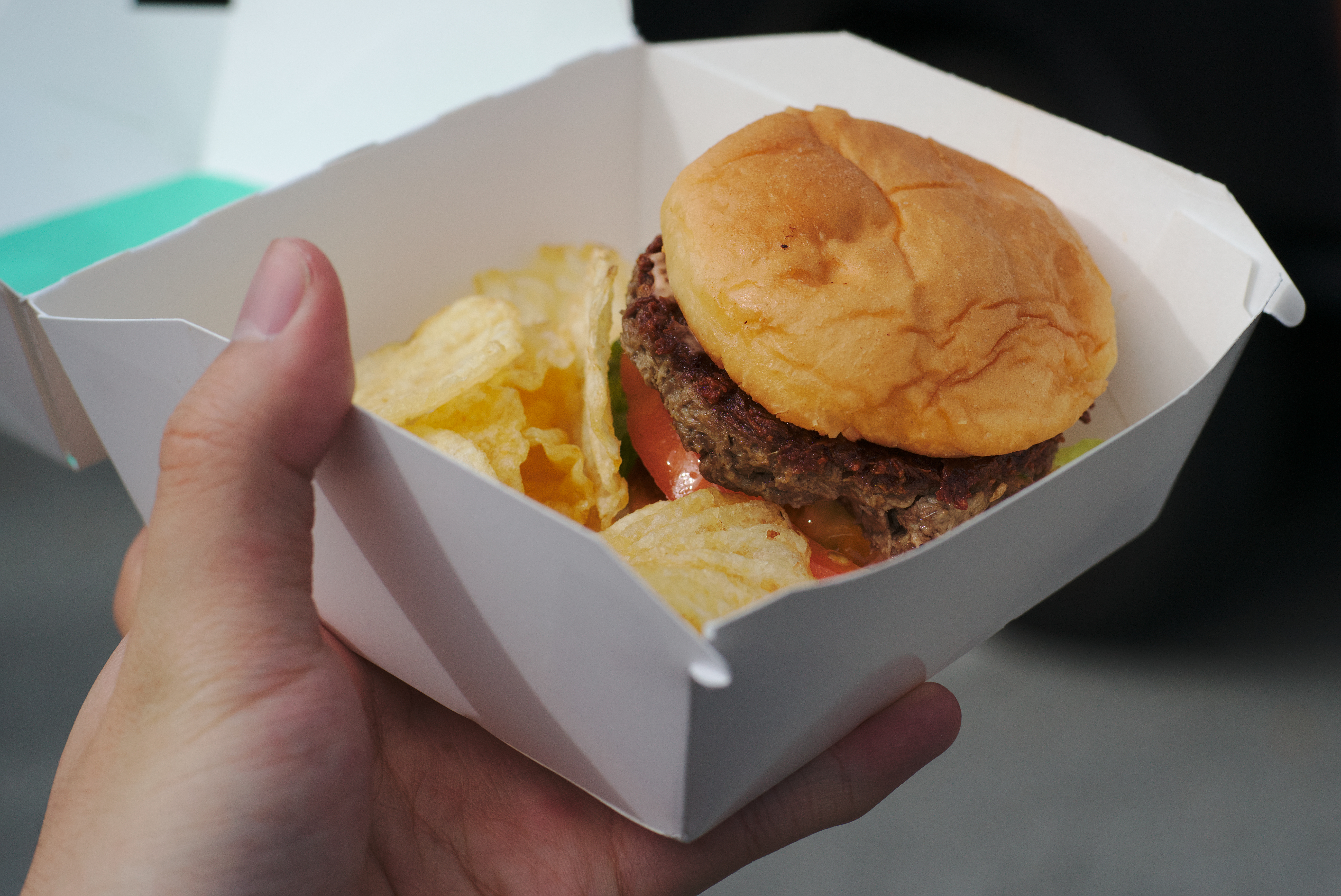
Un Impossible Burger ad un evento di cibo da strada nel 2016 a San Francisco

Impossible Foods Inc. è un'azienda che produce sostituti vegetali per  la carne e prodotti caseari.

## Storia
Fondata nel 2011 con sede a Redwood City in California, l'obiettivo dell'azienda è di dare alle persone i benefici nutrizionali e il sapore della carne e dei prodotti caseari senza gli aspetti salutari e ambientali negativi associati a quei prodotti. L'azienda fa ricerca sui prodotti animali a livello molecolare e seleziona specifiche proteine e nutrienti dalle piante per ricreare l'esperienza specifica della carne e dei prodotti caseari.